# فرودگاه بین‌المللی ماریا مونتز
فرودگاه بین‌المللی ماریا مونتز (به انگلیسی: María Montez International Airport) (به زبان بومی: Aeropuerto Internacional María Montez) یک فرودگاه همگانی مسافربری با کد یاتا BRX است که یک باند فرود آسفالت دارد و طول باند آن ۳۰۰۰ متر است. این فرودگاه در کشور جمهوری دومینیکن قرار دارد و در ارتفاع ۳ متری از سطح دریا واقع شده‌است.